# Stéphane Lauvergne
Stéphane Lauvergne, né le 23 janvier 1968 à Clermont-Ferrand, est un joueur français de basket-ball, évoluant au poste d'ailier. Il mesure 1,98 m.

## Biographie
Lauvergne joue entre 1981 et 2000. Il est sélectionné en équipe de France. Son fils, Joffrey Lauvergne, est lui aussi joueur professionnel de basket-ball. Sa fille Joanne Lauvergne est elle aussi joueuse de Basket, elle évolue actuellement en Ligue Féminine de Basket avec l'équipe d'Charnay Basket Bourgogne Sud.

## Carrière
- 1981-1984 :  Amicale Laïque Fontgiève, Clermont-Ferrand (Minime et Cadet)
- 1984-1985 :  Étoile de Chamalières (Nationale 3)
- 1985-1986 :  Stade clermontois (Nationale 2)
- 1986-1989 :  ABC Nantes (N 1 A)
- 1989-1990 :  Cholet Basket  (N 1 A)
- 1990-1992 :  FC Mulhouse  (N 1 A)
- 1992-1994 :  PSG Racing (Pro A)
- 1994-1997 :  Levallois SC (Pro A)
- 1997-1999 :  Toulouse Spacer's (Pro A)
- 1999-2000 :  ASVEL Lyon-Villeurbanne (Pro A)
- 2001-2004 :  Stade clermontois

International français, il a disputé le championnat d'Europe en 1989.

## Palmarès
- Finaliste du championnat de France en 2000